# Zielonyj Bor
Zielonyj Bor – osiedle typu miejskiego w Rosji, w Kraju Krasnojarskim. W 2010 roku liczyło 2778 mieszkańców.